# Phong Điền (xã)
Phong Điền là một xã thuộc huyện Trần Văn Thời, tỉnh Cà Mau, Việt Nam.

## Địa lý
Xã Phong Điền có vị trí địa lý:
- Phía đông giáp xã Phong Lạc
- Phía tây giáp thị trấn Sông Đốc và Vịnh Thái Lan
- Phía nam giáp huyện Phú Tân
- phía bắc giáp xã Khánh Hải và xã Khánh Hưng.

Xã Phong Điền có diện tích 72,19 km², dân số năm 2022 là 16.287 người, mật độ dân số đạt 225 người/km².

## Hành chính
Xã Phong Điền được chia thành 12 ấp: Công Điền, Đất Biển, Đất Mới, Mỹ Bình, Rẫy Mới, Tân Hòa, Tân Phong, Tân Phú, Tân Thuận, Tân Tiến, Thị Kẹo, Vàm Xáng.

## Lịch sử
Ngày 25 tháng 7 năm 1979, Hội đồng Chính phủ ban hành Quyết định số 275-CP về việc thành lập xã Phong Điền trên cơ sở một phần của xã Phong Lạc.
Ngày 5 tháng 9 năm 2005, Chính phủ ban hành Nghị định số 113/2005/NĐ-CP về việc thành lập xã Phong Điền trên cơ sở 5.578,88 ha diện tích tự nhiên và 13.208 người của xã Phong Lạc.

## Giao thông
Chủ yếu là kênh ngoài, đường sông, tuyến đường chính là từ huyện Trần Văn Thời về tới trung tâm xã. Hầu hết còn lại là đường lộ bê tông 2,5m.